# Dric

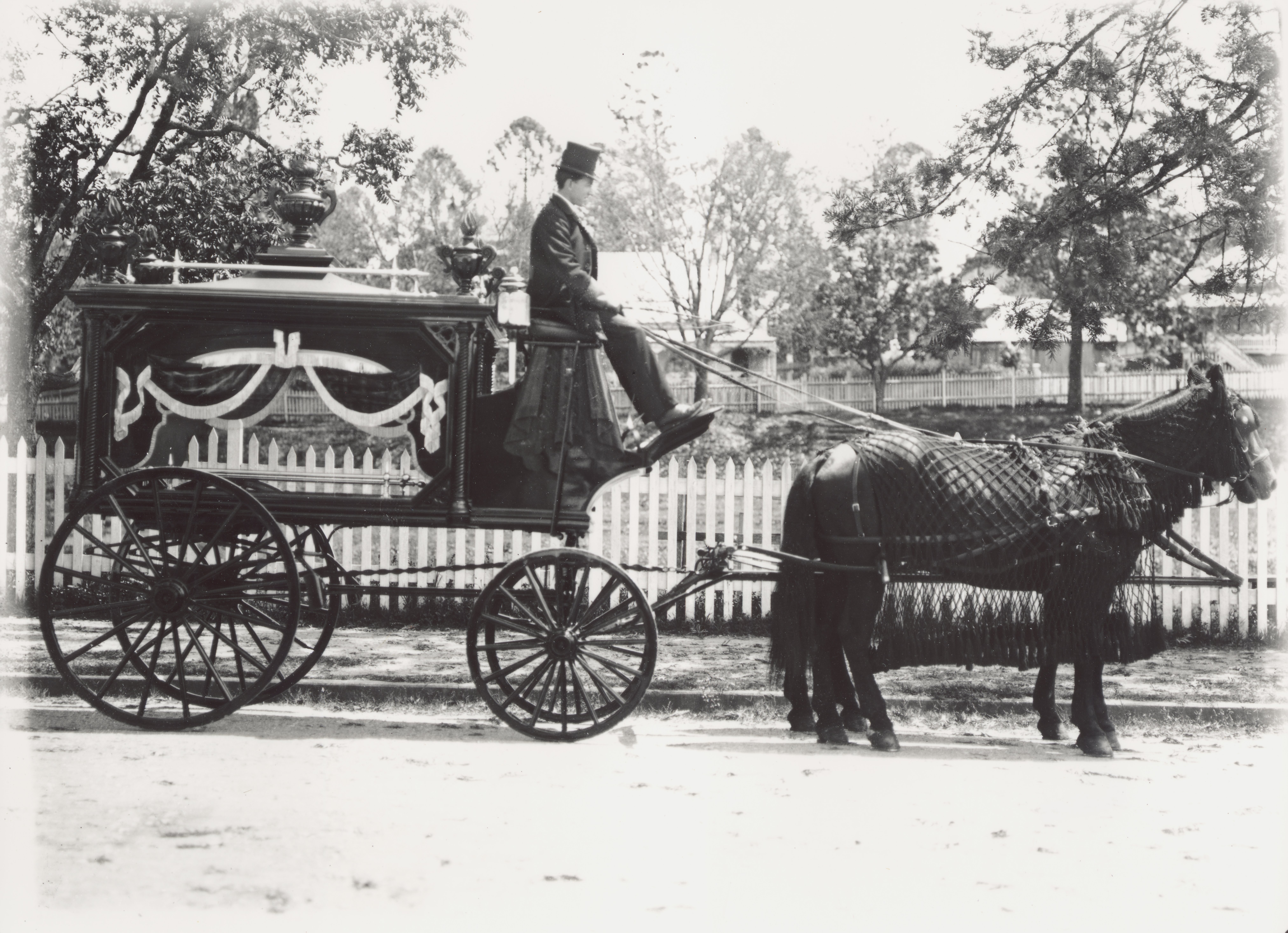
Un dric din Queensland, Australia circa 1900

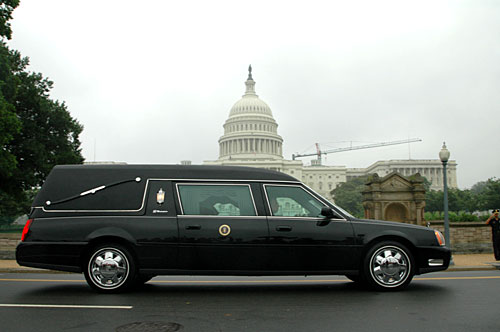
Un dric Cadillac din zilele noastre; acesta a fost folosit pentru a transporta trupul fostului președinte al SUA, Ronald Reagan în timpul funeraliilor sale de stat

Un dric este un vehicul funerar folosit pentru a transporta un sicriu de la o biserică sau de acasă la locul de înmormântare într-un cimitir. 
Inițial sicriul se punea într-o trăsură sau o căruță acoperită, astăzi se folosesc de obicei autoturisme specializate.